# Joe Gibbons
Joe Gibbons (* 1953) je americký experimentální filmový režisér. V letech 2001 až 2010 se věnoval pedagogické činnosti na Massachusettském technologickém institutu. Během své kariéry spolupracoval i s dalšími umělci, mezi které patří například Tony Oursler nebo Tony Conrad. Jeho filmové instalace byly představeny v různých institucích, například v newyorském Muzeu moderního umění a Whitney Museum of American Art či v pařížském Centre Pompidou.
Roku 2014 vykradl newyorskou pobočku banky Capital One, odkud si odnesl přibližně tisíc dolarů. Krádež si sám natáčel a záběry údajně plánoval využít ve svém nadcházejícím filmu. Přestože později řekl, že šlo o uměleckou akci, přiznal také, že na tom nebyl finančně příliš dobře. Řada osob z uměleckého světa jej v tomto sporu podpořila. Dne 13. července 2015 byl odsouzen k jednomu roku vězení.

## Filmografie
- Time and Motion Studies (1976)
- Spying (1978)
- Weltschmertz (1979)
- Confidential (1979)
- Going to the Dogs (1980)
- Living in the World (1985)
- Deadbeat (1986)
- Fugitive in Paris (1987)
- On Our Own (1990)
- Sabotaging Spring (1991)
- Elegy (1991)
- Toxic Detox (1992)
- The Genius (1993)
- His Master's Voice (1994)
- Barbie's Audition (1995)
- Pretty Boy (1996)
- Multiple Barbie (1998)
- Moby Richard (1999)
- Final Exit (2001)
- Confessions of a Sociopath (2002)
- A Time to Die (2006)